# Canal de l'Herrétang
Le canal de l'Herrétang est une rivière française du département de l'Isère, dans la région Auvergne-Rhône-Alpes. Il est un affluent en rive gauche du Guiers, c'est-à-dire un sous-affluent du Rhône. Dans la plaine du Guiers, il est canalisé entre Saint-Joseph-de-Rivière et sa confluence, jouxtant des zones humides dont les tourbières de l'Herrétang.